# Південна сільська рада (Україна)
Південна сільська рада — колишній орган місцевого самоврядування у Нікопольському районі Дніпропетровської області з адміністративним центром у с. Південне.

## Населені пункти
Сільській раді підпорядковані населені пункти:
- с. Південне

## Склад ради
Рада складається з 16 депутатів та голови.

## Керівний склад сільської ради
Примітка: таблиця складена за даними джерела
| ПІБ                            | Основні відомості                                                         | Дата обрання | Дата звільнення |
| ------------------------------ | ------------------------------------------------------------------------- | ------------ | --------------- |
| Мінько Володимир Олександрович | Сільський голова, 1953 року народження, освіта, член народної партії      | 26.03.2006   | 12.03.2008      |
| Зонов Олександр Васильович     | Сільський голова, 1954 року народження, освіта, безпартійний              | 30.11.2008   | 31.10.2010      |
| Зонов Олександр Васильович     | Сільський голова, 1954 року народження, освіта вища, член Партії регіонів | 31.10.2010   |                 |
| Кривицкий Александр Григорович | Сільський голова                                                          |              |                 |